# Paolo Rossi
Paolo Rossi, italijanski nogometaš, * 23. september 1956, Prato, Italija, † 9. december 2020
Rossi je vso svojo kariero igral v Serie A za klube Como, Vicenza, Perugia, Juventus, Milan in Hellas Verona. Skupno je v italijanski ligi odigral 251 prvenstvenih tekem, na katerih je dosegel 103 gole. Z Juventusom, za katerega je igral med letoma 1981 in 1985, je osvojil naslov italijanskega državnega prvaka v letih 1982 in 1984, italijanski pokal leta 1983, Pokal državnih prvakov v letih 1983 in 1984 ter evropski superpokal leta 1984. V sezonah 1977 in 1978 je bil najboljši strelec Serie A, v sezoni 1983 najboljši strelec Pokala državnih prvakov.
Za italijansko reprezentanco je nastopil na svetovnih prvenstvih v letih 1978, 1982 in 1986. Na prvenstvu leta 1982 je kot najboljši strelec prvenstva svojo reprezentanco popeljal do naslova svetovnega prvaka. Skupno je za reprezentanco odigral 48 tekem in dosegel 20 golov. 
Leta 1982 je prejel nagrado Zlata žoga. Pelé ga je leta 2004 uvrstil med 125 najboljših tedaj še živečih nogometašev.